# Детали трубопровода
Детали трубопровода
— это соединительные детали, применяемые при строительстве трубопроводов различного назначения, применяемые при поворотах, изгибах, наклонах, отводах, изменению диаметра трубы и в случае временного неиспользования трубопровода. Защиту от коррозии может обеспечить покрытие эмалями.

## Основные детали трубопровода

### Отводы
- Отводы — соединительные детали трубопровода, устанавливают при изменении направления трубопровода в процессе монтажа.

Отводы изготавливаются из стали, стали с повышенной коррозионной и холодостойкостью, легированных сталей.
Отводы подразделяются на:
 — Крутоизогнутые цельнотянутые отводы
 — Штампосварные крутоизогнутые отводы
 — Сварные секционные отводы
 — Гнутые холоднокатаные отводы

### Переходы
- Переходы — соединительная деталь трубопровода, предназначенная для соединения труб двух различных диаметров трубопровода.

В зависимости от рабочей среды, переходы изготавливают из разных марок стали.
Стальные переходы подразделяют на:
 — концентрические
 — эксцентрические
для соединения двух труб по центральной оси симметрии трубопровода или по нижней образующей линии.
Концентрические переходы изготавливаются методом штамповки или методом центробежного электрошлакового литья.

### Тройники
- Тройники — соединительная деталь трубопровода, позволяющая подключать к основной трубе дополнительные ответвления.

По конструкции тройники изготавливают переходные или равнопроходные.
Тройники подразделяются на:
 — штампованные
 — сварные
 — штампосварные

### Днища и заглушки
- Днища и заглушки — детали трубопровода, предназначенные для закрывания концевых отверстий в трубопроводах и при изготовлении емкостей.

Заглушки подразделяются на:
 — эллиптические
 — фланцевые.
Заглушки изготавливаются преимущественно методом штамповки.

### Фланцы
- Фланцы — предназначены для присоединения к трубопроводу запорной регулирующей арматуры, а также для соединения деталей трубопровода между собой[3].

Фланцы подразделяются на:
 — плоские
 — воротниковые (юбочные)
 — свободные
Фланцы изготавливаются следующими методами: горячей штамповки, газовой вырезки, гибки из стальной полосы, центробежное электрошлаковое литье (ЦЭШЛ), ковочный способ изготовления деталей.

### Опоры
- Опоры — предназначены для защиты трубы от повреждений в месте контакта с опорной конструкцией и служащий для удержания трубопровода в проектном положении.

Опоры подразделяются на:
 — неподвижные
 — подвижные

### Крепёж
- Крепёж — применяется для фланцевых соединений:

 — шпильки
 — гайки
 — болты 
— шайбы 
— кран

### Цокольные вводы и переходы
- Цокольные вводы и переходы — неразъемные соединения полиэтиленовой и стальной трубы «полиэтилен-сталь», предназначенные для установки в местах выходов подземного трубопровода из-под земли. Неразъемное соединение выполняется в стальном футляре для защиты цокольного ввода от механических повреждений и предотвращения охлаждения трубы.

Цокольные вводы подразделяются на:
 — Г-образные вводы, изготовленные из стальной изолированной трубы;
 — вводы, выполненные свободным изгибом полиэтиленовой трубы с устройством перехода «полиэтилен — сталь»;
 — вводы с прямыми участками стальной изолированной и полиэтиленовой труб;
 — Г-образные вводы, совмещенные с переходом «полиэтилен — сталь», изолированные стеклопластиком.

### Изолирующие соединения
- Изолирующие соединения — устанавливаются для защиты от блуждающих токов и токов защитных установок на стояках, входах и выходах газорегуляторных пунктов, а также на вводе в газифицируемое здание перед газорегуляторной установкой, расположенной внутри него[4].

Изолирующие соединения бывают двух типов: разъемные (фланцевые) и неразъемные («под приварку»).

### Компенсаторы
- Компенсаторы — устройства, предназначенные для предохранения трубопроводов и установленной на них арматуры от возникающих в них напряжений вследствие теплового расширения, сжатия или деформации грунтов, а также возможности монтажа и демонтажа арматуры, замены прокладок и т. д.[5]